# Altenberg und Aggertalhöhlen
Koordinaten: 50° 59′ 34″ N, 7° 26′ 32″ O

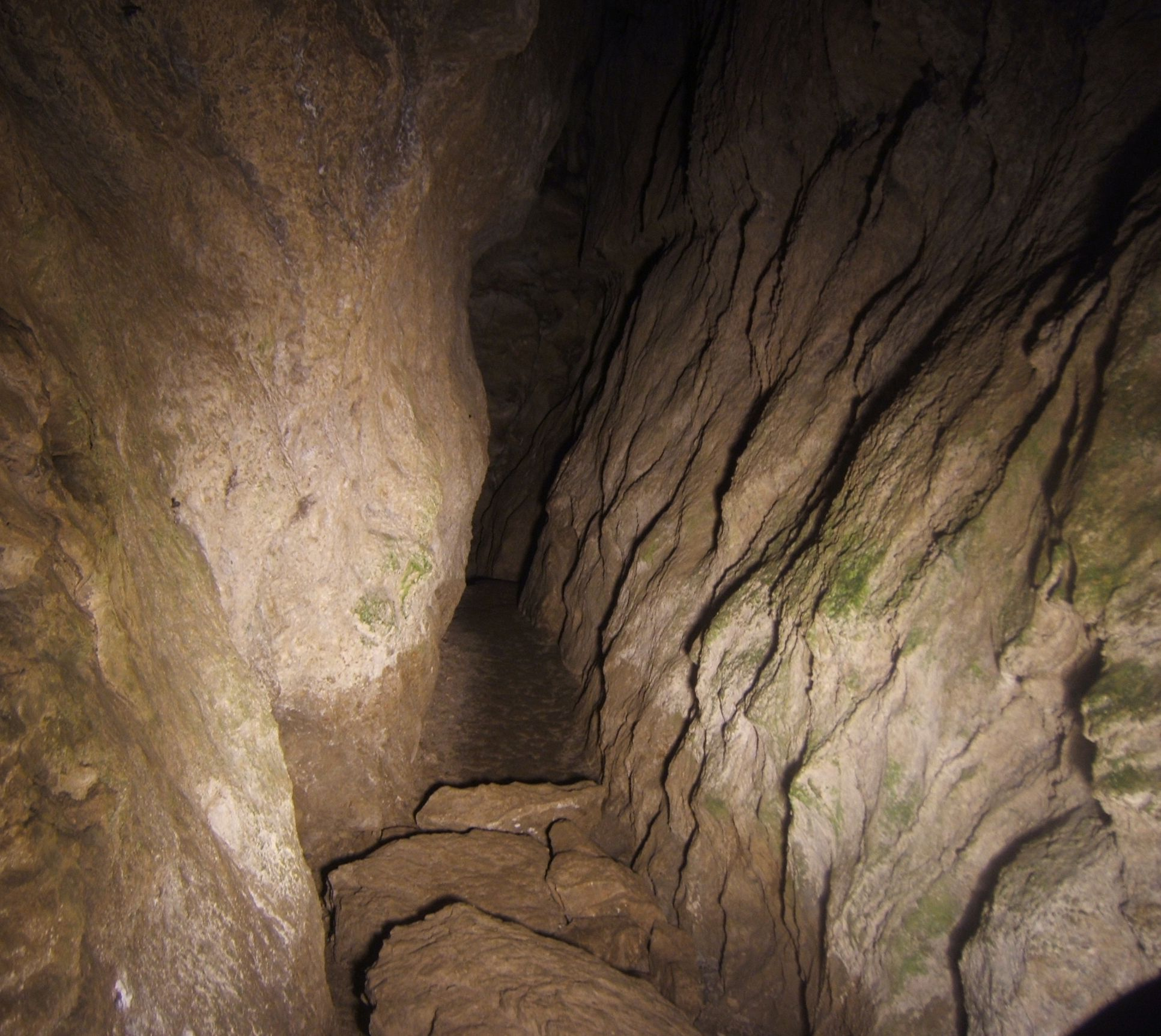
Aggertalhöhle, Ründerodt (Engelskirchen)

Das Naturschutzgebiet Altenberg und Aggertalhöhlen liegt auf dem Gebiet der Gemeinde Engelskirchen im Oberbergischen Kreis in Nordrhein-Westfalen.
Das Gebiet erstreckt sich nordöstlich des Kernortes Engelskirchen, südlich von Schnellenbach und nördlich von Bellingroth – beide Ortsteile von Engelskirchen. Östlich des Gebietes verläuft die Landesstraße L 307 und südlich die L 136. Südlich fließt die Agger, ein rechter Nebenfluss der Sieg. Am östlichen Rand des Gebietes fließt der Walbach, ein rechter Nebenfluss der Agger.

## Bedeutung
Das etwa 48,2 ha große Gebiet wurde im Jahr 1960 unter der Schlüsselnummer GM-003 unter Naturschutz gestellt. Schutzziele sind der Schutz und die Erhaltung eines geologisch wertvollen Gebietes und wertvoller Buchenaltholzbestände.